# 1946 في إيطاليا
فيما يلي قوائم الأحداث التي وقعت خلال عام 1946 في إيطاليا.

## أحداث
- 2 يونيو – الاستفتاء الدستوري الإيطالي

## سياسة

### تعيين في المنصب
- 12 يونيو – جوليو أندريوتي member of the Constituent Assembly of Italy  [لغات أخرى]‏.
- 13 يونيو – ألتشيدي دي غاسبيري minister of Italian Africa ‏، رئيس وزراء إيطاليا، Provisional Head of State of Italy  [لغات أخرى]‏،وزير الداخلية الإيطالي ‏.
- 18 يونيو – فرانشيسكو سافيريو نيتي member of the Constituent Assembly of Italy  [لغات أخرى]‏.
- 25 يونيو – بينيدتو كروتشه member of the Constituent Assembly of Italy  [لغات أخرى]‏.
- 1 يوليو – إنريكو دي نيكولا Provisional Head of State of Italy  [لغات أخرى]‏.
- 13 يوليو – أنطونيو سينيي Italian Minister of Agriculture ‏.

### انتهاء فترة المنصب
- 1 يوليو – ألتشيدي دي غاسبيري Provisional Head of State of Italy  [لغات أخرى]‏.
- 1 يوليو – بالميرو تولياتي وزير العدل.

## مواليد

### فبراير
- 14 فبراير – روبيرتو فييري لاعب كرة قدم إيطالي.
- 24 فبراير – سيرجيو جوري لاعب كرة قدم إيطالي.

### أبريل
- 1 أبريل – أريغو ساكي لاعب كرة قدم إيطالي.
- 10 أبريل – كاتيرينا كازيلي
- 19 أبريل – جيوليو زينولي لاعب كرة قدم إيطالي.

### مايو
- 19 مايو – ميكيل بلاسيدو

### يونيو
- 5 يونيو – ستيفانيا ساندريلي ممثلة إيطالية.
- 15 يونيو – بييرلويجي كونفورت متسابق دراجات نارية إيطالي.
- 18 يونيو – فابيو كابيلو لاعب كرة قدم إيطالي.

### يوليو
- 5 يوليو – جوزيبي فورينو لاعب كرة قدم إيطالي.
- 12 يوليو – روبرتو كاستيللي سياسي إيطالي.
- 19 أبريل – جيوليو زينولي لاعب كرة قدم إيطالي.

### أكتوبر
- 26 أكتوبر – جيورجيو رونيوني لاعب كرة قدم إيطالي.

### نوفمبر
- 15 نوفمبر – جيوفاني براموكسي درّاج طريق إيطالي.

### ديسمبر
- 2 ديسمبر – جياني فيرساتشي
- 9 ديسمبر – سونيا غاندي عغ.
- 13 ديسمبر – بييرينو براتي لاعب كرة قدم إيطالي.
- 15 ديسمبر – كوموناردو نيكولاي لاعب كرة قدم إيطالي.

### يونيو
- 15 يونيو – ميكلنجلو جويدي (مواليد 1886)

### نوفمبر
- 5 نوفمبر – جوزيف ستيلا (مواليد 1877) فنان أمريكي.

### ديسمبر
- 26 ديسمبر – أنطونيو لاشياك (مواليد 1856)